# Umuahia
Umuahia is een stad in Nigeria en is de hoofdplaats van de staat Abia. Umuahia telt ongeveer 82.000 inwoners. De stad ligt in de Local Government Area (LGA) Umuahia North, die in 2016 292.300 inwoners telde.
Tijdens de Biafraoorlog (1967-1970) was Umuahia de tijdelijke hoofdstad van het afgescheiden Biafra, maar werd op 22 april 1969 veroverd door het Nigeriaanse leger.
De stad is de zetel van een rooms-katholiek bisdom.